# Unité d'énergie
Une unité d'énergie est une unité de mesure de l'énergie.
L'unité d'énergie du Système international (SI) est le joule, de symbole J. On utilise aussi ses multiples et ses sous-multiples, notamment le microjoule (1 µJ = 10−6 J), le kilojoule (1 kJ = 103 J) et le mégajoule (1 MJ = 106 J).

## Relations dimensionnelles
En physique, l'énergie est en particulier le travail d'une force (elle-même le produit d'une masse par une accélération) agissant sur une certaine longueur, d'où l'équation aux dimensions, qui est la même que pour un couple :
{\displaystyle [\mathrm {E} ]=[\mathrm {F} ]\times [\mathrm {L} ]=\mathrm {M} \,\mathrm {L} \,\mathrm {T} ^{-2}\times \mathrm {L} =\mathrm {M} \,\mathrm {L} ^{2}\mathrm {T} ^{-2}}
où :
{\displaystyle [\mathrm {E} ]}, {\displaystyle [\mathrm {F} ]} et {\displaystyle [\mathrm {L} ]} représentent les dimensions d'une énergie, d'une force et d'une longueur ;
M, L et T celles d'une masse, d'une longueur et d'un temps.
On en déduit notamment que :
1 J = 1 N m = 1 kg m2 s−2.

## Principales unités non SI

### Unités des systèmes autres que le Système international
- Erg (système CGS) : 1 erg = 10−7 J
- British thermal unit (système impérial) : 1 BTU (IT) = 1 055,055 852 62 J[2]
- Énergie de Planck (système de Planck) : 1 EP ~ 1,956 × 109 J.

### Unités hors-système
- Calorie (ou petite calorie) : 1 cal ~ 4,186 J[3]
  - Kilocalorie (ou grande calorie) : 1 kcal = 1 Cal ~ 4 186 J
- Électronvolt : 1 eV = 1,602 176 53 × 10−19 J[4]
- Kilowatt-heure : 1 kWh = 3,6 × 106 J
- Tonne d'équivalent pétrole, Tonne d'équivalent charbon : unités utile d'un point de vue économique.